# سائبی
سائبی (به لاتین: Sæby) یک منطقهٔ مسکونی در دانمارک است که در Frederikshavn Municipality واقع شده‌است. سائبی ۷٫۶۸ کیلومتر مربع مساحت و ۸٬۸۷۱ نفر جمعیت دارد.